# The Passenger
The Passenger (Italiaans: Professione: reporter) is een film uit 1975 van de Italiaanse regisseur Michelangelo Antonioni.
De film werd destijds in Nederland en België uitgebracht als Beroep: reporter.

## Verhaal
Een verslaggever neemt de identiteit van een overleden hotelgast over en begint zo een nieuw leven. Hij ontdekt dat de overleden man wapens leverde aan derdewereldlanden. Hij krijgt zijn belagers en zijn echtgenote en chef aan zijn zijde.

## Rolverdeling
| Acteur            | Personage       |
| ----------------- | --------------- |
| Jack Nicholson    | David Locke     |
| Maria Schneider   | Meisje          |
| Jenny Runacre     | Rachel Locke    |
| Ian Hendry        | Martin Knight   |
| Steven Berkoff    | Stephen         |
| Ambroise Bia      | Achebe          |
| Charles Mulvehill | David Robertson |